# Svartbältad strimmätare
Svartbältad strimmätare (Horisme tersata) är en fjärilsart som beskrevs av Michael Denis och Ignaz Schiffermüller, 1775. Svartbältad strimmätare ingår i släktet Horisme och familjen mätare, Geometridae. Arten är reproducerande i Sverige. Två underarter finns listade i Catalogue of Life, Horisme tersata chinensis Leech, 1897, och Horisme tersata tetricata Guenée, 1858.

## Bildgalleri

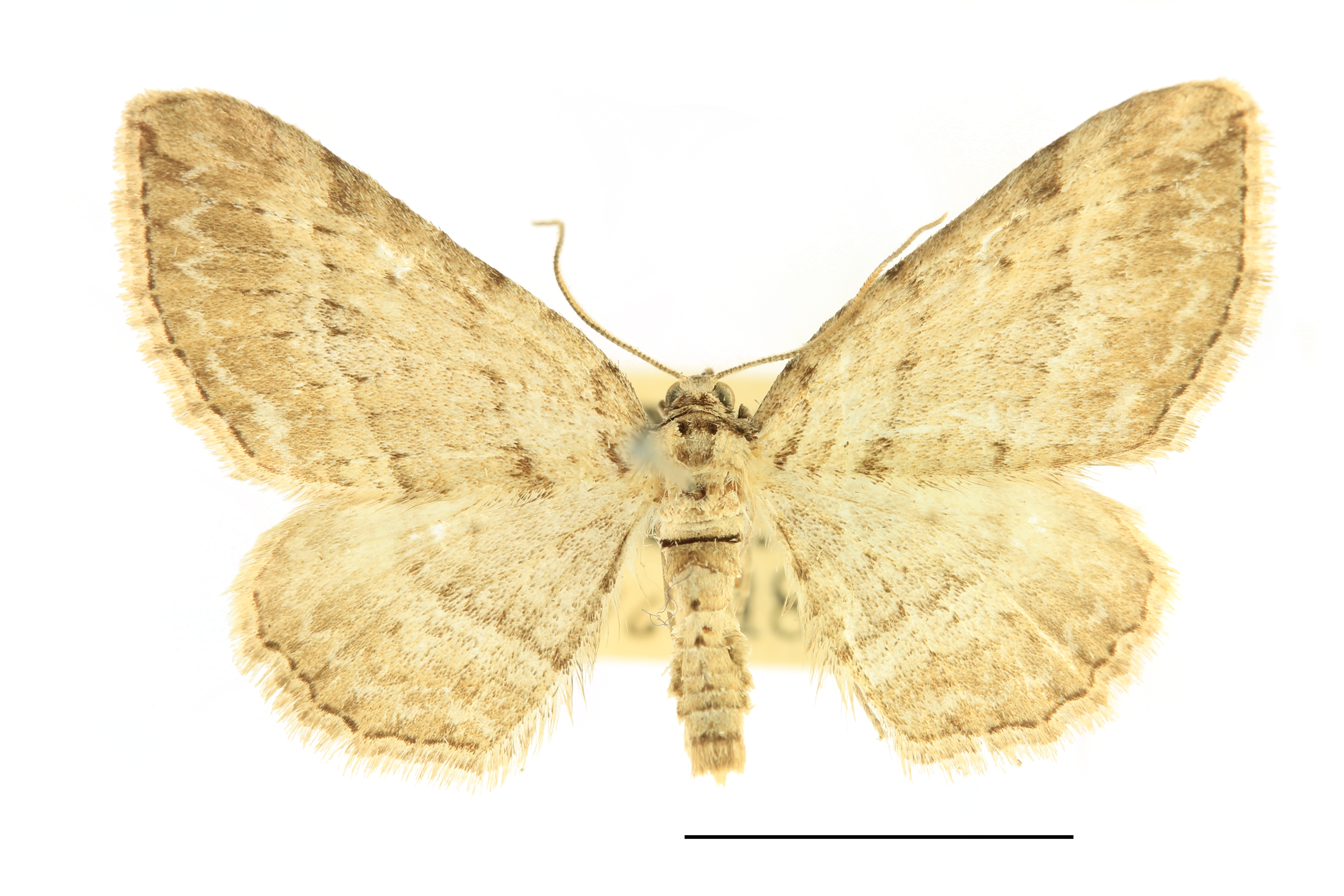
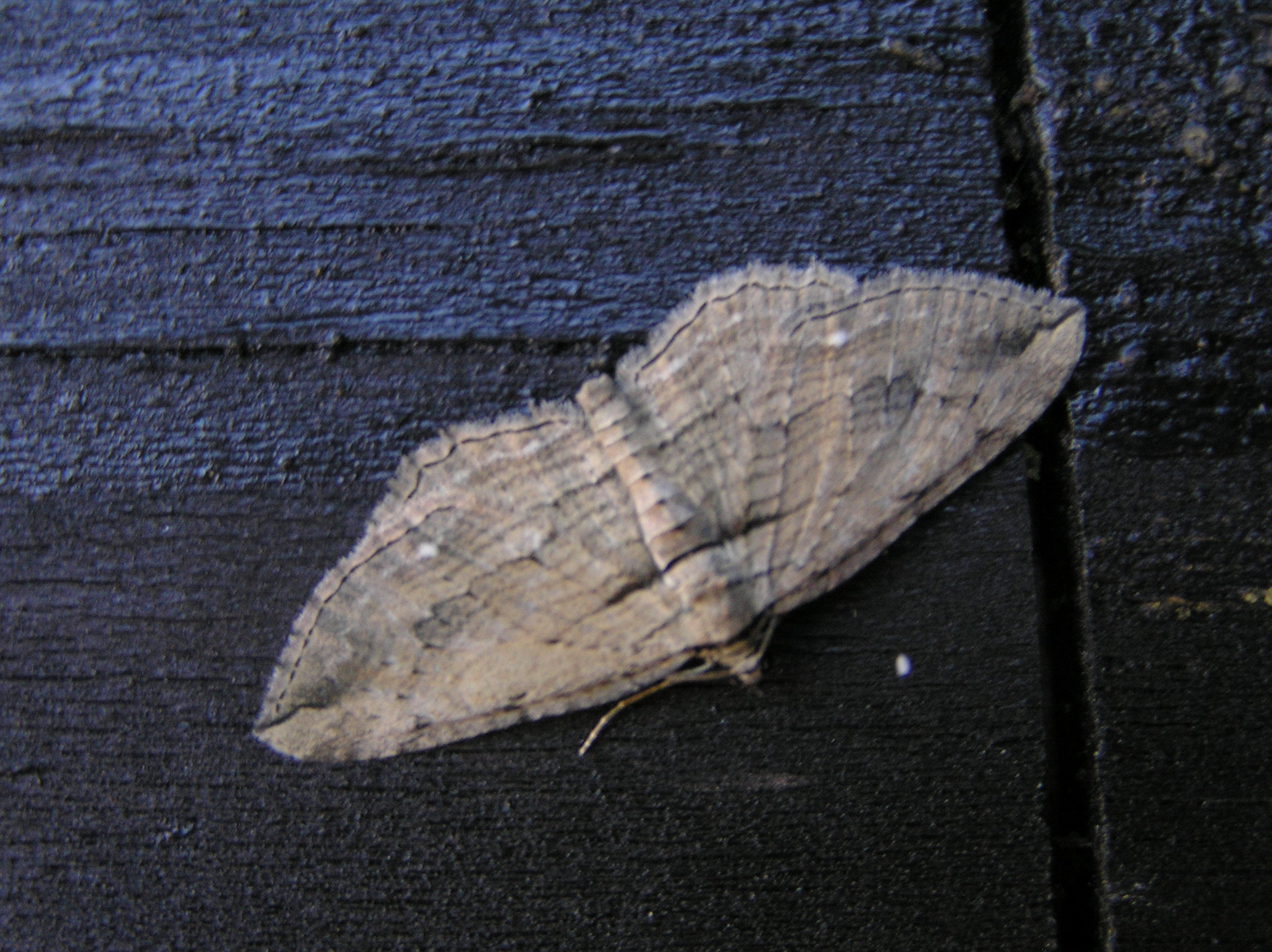
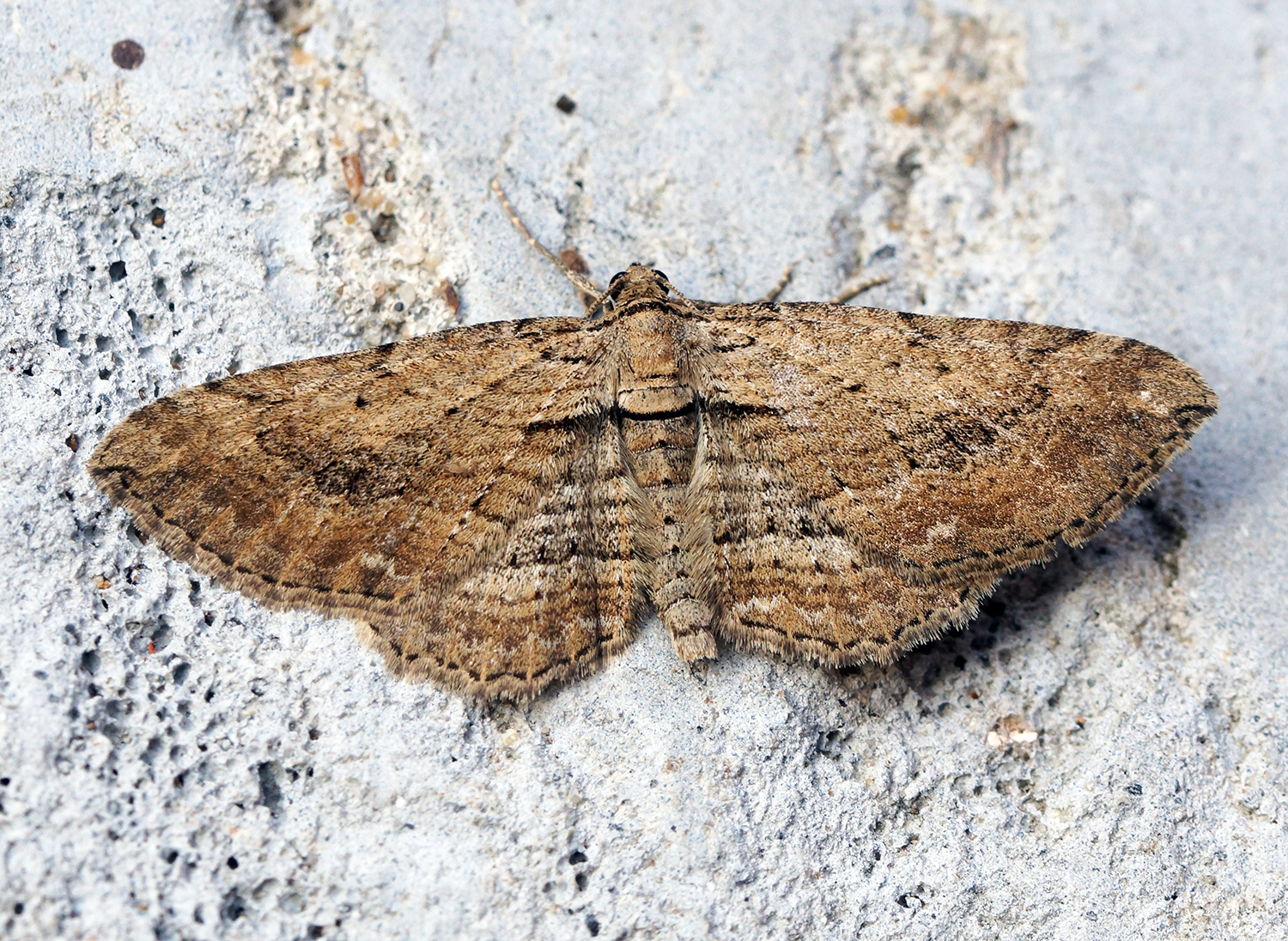